# Victoria Clark
Pour les articles homonymes, voir Clark.
Victoria Clark, née le 10 octobre 1959 à Dallas, est une actrice, chanteuse de comédie musicale et réalisatrice américaine. Elle joué dans de nombreuses comédies musicales à Broadway et dans d'autres œuvres de théâtre, de cinéma et de télévision.

## Filmographie

### Cinéma
| Année | Titre                       | Rôle                                     | Remarques       |
| ----- | --------------------------- | ---------------------------------------- | --------------- |
| 1996  | Le Bossu de Notre-Dame      | Chorus (une voix qui chante)             |                 |
| 1997  | La Belle et la Bête 2       | Chorus (une voix qui chante)             | Direct-to-video |
| 1997  | Anastasia                   | Voix d’ensemble et de personnages (voix) |                 |
| 1999  | Broadway, 39e rue           | Dulce Fox                                |                 |
| 2008  | Phénomènes                  | Épouse du propriétaire de la crèche      |                 |
| 2009  | Tickling Leo (en)           | Madeline Pikler                          |                 |
| 2010  | Harvest                     | Anna Monopoli                            |                 |
| 2010  | Main Street                 | Miriam                                   |                 |
| 2011  | Dirty Movie                 | Professeure                              |                 |
| 2012  | Archaeology of a Woman (en) | Kate                                     |                 |